# Nucleus ambiguus

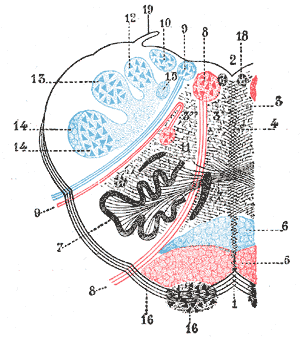
Querschnitt durch das verlängerte Mark in Höhe der Mitte der Oliven. Nr. 11 bezeichnet den Nucleus ambiguus.

Der Nucleus ambiguus ist eine Ansammlung von Nervenzellen (Kerngebiet) im Bereich des Tegmentum der Medulla oblongata. 
Er ist ein viszeromotorischer Kern, dessen Axone über die Hirnnerven Nervus glossopharyngeus, Nervus vagus und Nervus accessorius das Gehirn verlassen. Die Nervenzellen steuern damit Muskeln des Gaumens, des Rachens und des Kehlkopfs an.
Der Nucleus ambiguus ist als viszeromotorischer Hirnnervenkern Ausgangspunkt für efferente, myelinisierte Nervenfasern der zuvor genannten Hirnnerven.
Afferenzen erhält der Nucleus ambiguus über den Tractus corticonuclearis aus der Großhirnrinde sowie aus dem Nucleus spinalis nervi trigemini.

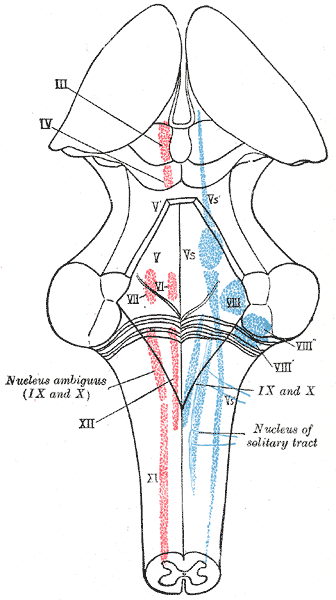
Frontalebene und Schema des Hirnstamms von dorsal mit der Rautengrube als Boden des vierten Hirnventrikels in Bildmitte, darunter links im Bild der Nucleus ambiguus (rot eingezeichnet). Der Nucleus tractus solitarii (blau eingezeichnet), für die primär viszeroafferenten Fasern dreier Hirnnerven wurde rechts im Bild getrennt skizziert.